# مرصد كاليفورنيا للبراكين
مرصد كاليفورنيا للبراكين (CalVO) هو مرصد للبراكين يُراقب من خلاله النشاط البركاني والجيولوجي في كاليفورنيا ونيفادا. وهو جزء من برنامج مخاطر البراكين التابع لهيئة المسح الجيولوجي الأمريكية، وهي وكالة علمية تابعة لحكومة الولايات المتحدة.
في الأصل، كان مرصد البراكين يُعرف باسم مرصد لونغ فالي (الوادي الطويل) والذي كان يراقب النشاط البركاني شرق سييرا نيفادا في مقاطعة مونو، كاليفورنيا، والذي شمل كالديرا الوادي الطويل، وجبل ماموث، وفوهات مونو-إنيو.
في عام 2012، دُمج مرصد لونغ فالي في مرصد كاليفورنيا للبراكين الجديد الذي يقع مقره في مينلو بارك، كاليفورنيا والذي يغطي ولايتي كاليفورنيا ونيفادا بالكامل، وهذا يشمل براكين سلسلة كاسكيد الجنوبية في ولاية كاليفورنيا والتي كانت في السابق تحت إشراف مرصد بركان الكاسكيد.

## البراكين المُراقبة
هذه هي البراكين التي يراقبها مرصد كاليفورنيا للبراكين، مرتبة حسب تقييم المخاطر من الأعلى إلى الأدنى.

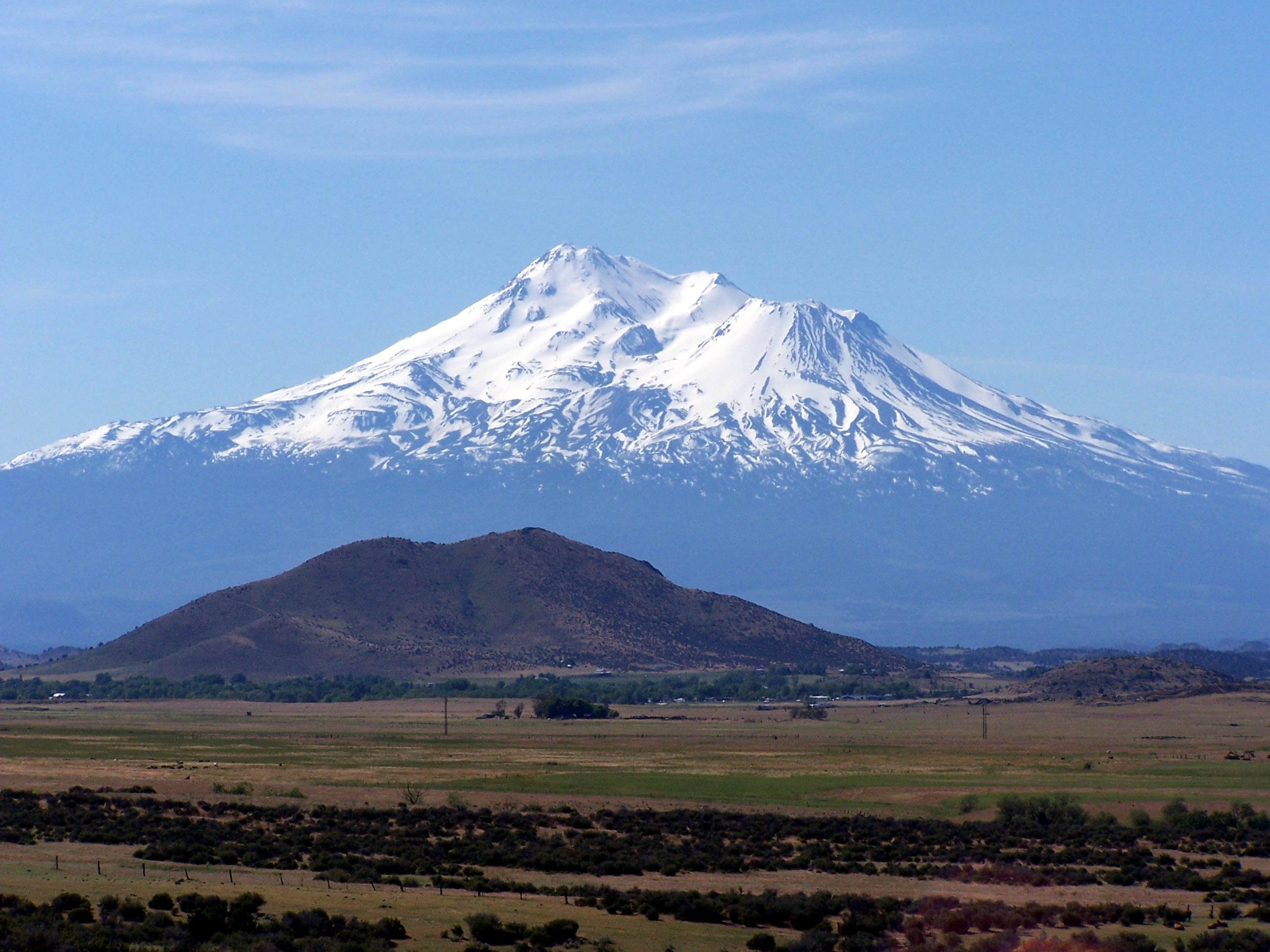
Mt Shasta

وفقًا لتقييم المخاطر الذي أجرته هيئة المسح الجيولوجي الأمريكية للبراكين في منطقة CalVO، تم تصنيف البراكين التالية على أنها "ذات احتمالية تهديد عالية جدًا"
- جبل شاستا في أقصى-شمال كاليفورنيا، شمال ردينغ (كاليفورنيا)
- Lassen Volcanic Center في حديقة لاسين البركانية الوطنية
- لونج فالي كالديرا في شرق كاليفورنيا.

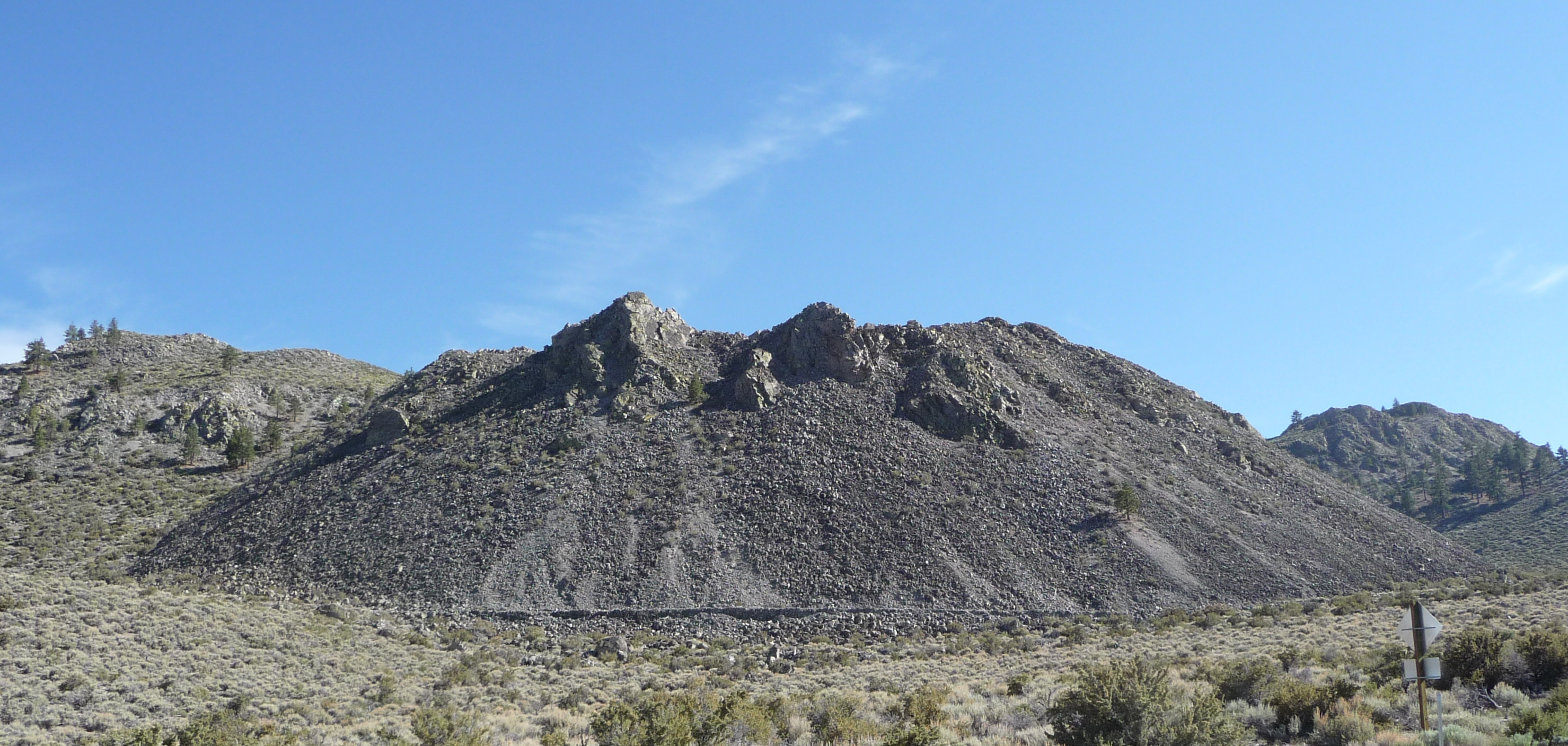
Mono-Inyo Craters

البراكين المُصنفة على أنها "ذات احتمالية تهديد عالية":
- فوهات مونو-إنيو في شرق كاليفورنيا
- حقل بحيرة كلير البركاني شمال منطقة خليج سان فرانسيسكو
- بركان بحيرة ميديسين في أقصى شمال كاليفورنيا، شمال شرق جبل شاستا
- تلال سالتون في أقصى جنوب كاليفورنيا، عند بحر سالتون

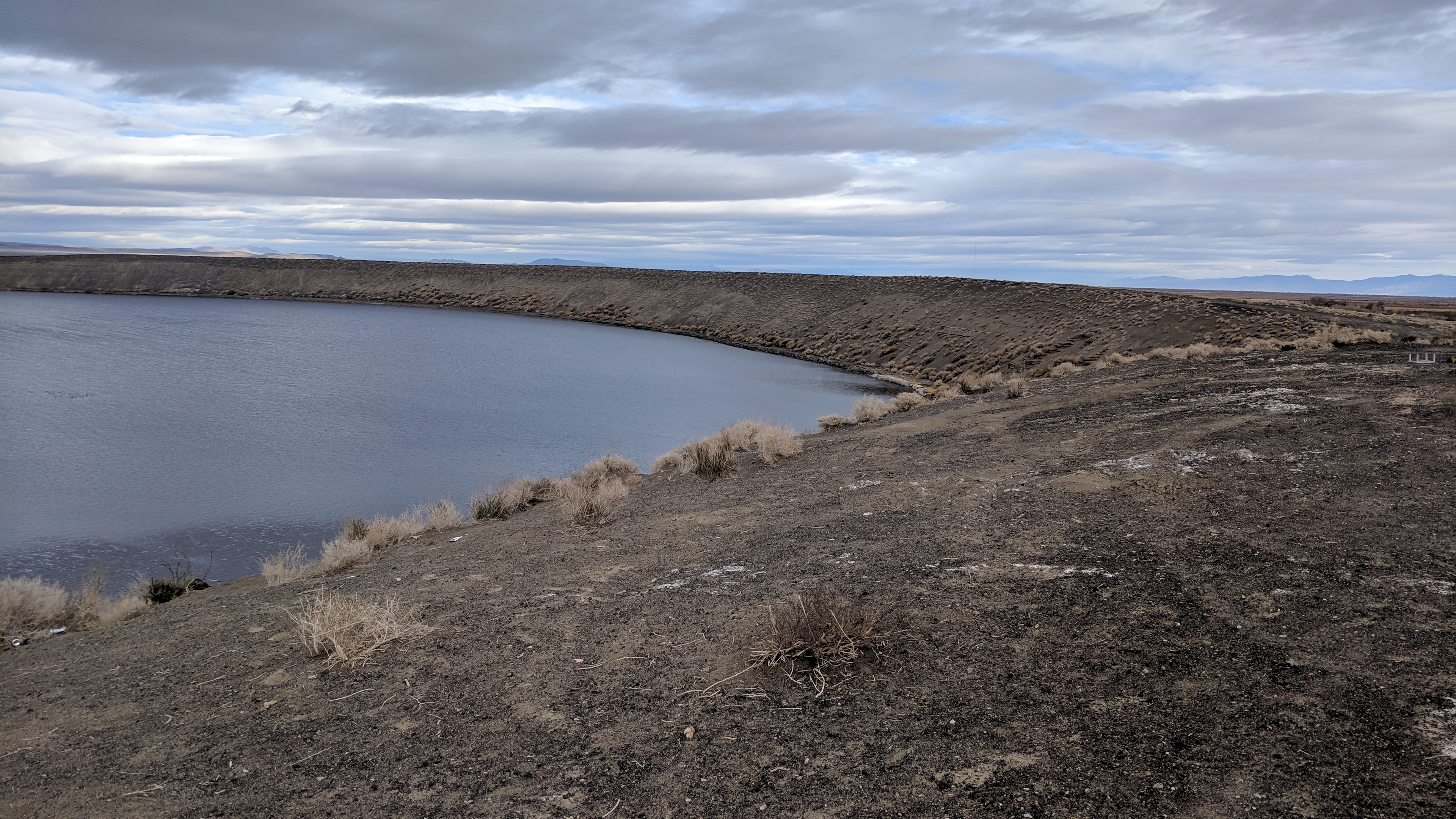
Soda Lakes

براكين مُصنفة على أنها "ذات تهديد محتمل معتدل":
- حقل بحيرة مونو البركانية في شرق كاليفورنيا
- حقل كوسو البركاني في شرق كاليفورنيا
- بحيرات صودا في شمال غرب نيفادا بالقرب من فالون (نيفادا)
- جبل ماموث في شرق كاليفورنيا
- فوهات أوبيهيبي في متنزه وادي الموت الوطني

براكين صُنف أحدها على أنه "منخفض إلى منخفض للغاية من حيث إمكانية التهديد":
- حقل غولدن تراوت كريك البركاني في غابة سيكويا الوطنية.[4]

لم تُقييم البراكين الأخرى في المنطقة عند أحد مستويات الخطر التي تستحق المراقبة. لم تُضمن البراكين التي لم تثور خلال العصر الهولوسيني. لاحظت هيئة المسح الجيولوجي الأمريكية أنه على الرغم من أن احتمالية ثوران البراكين أقل، إلا أنه لا يزال من الممكن أن تثور البراكين على فترات أطول من ذلك

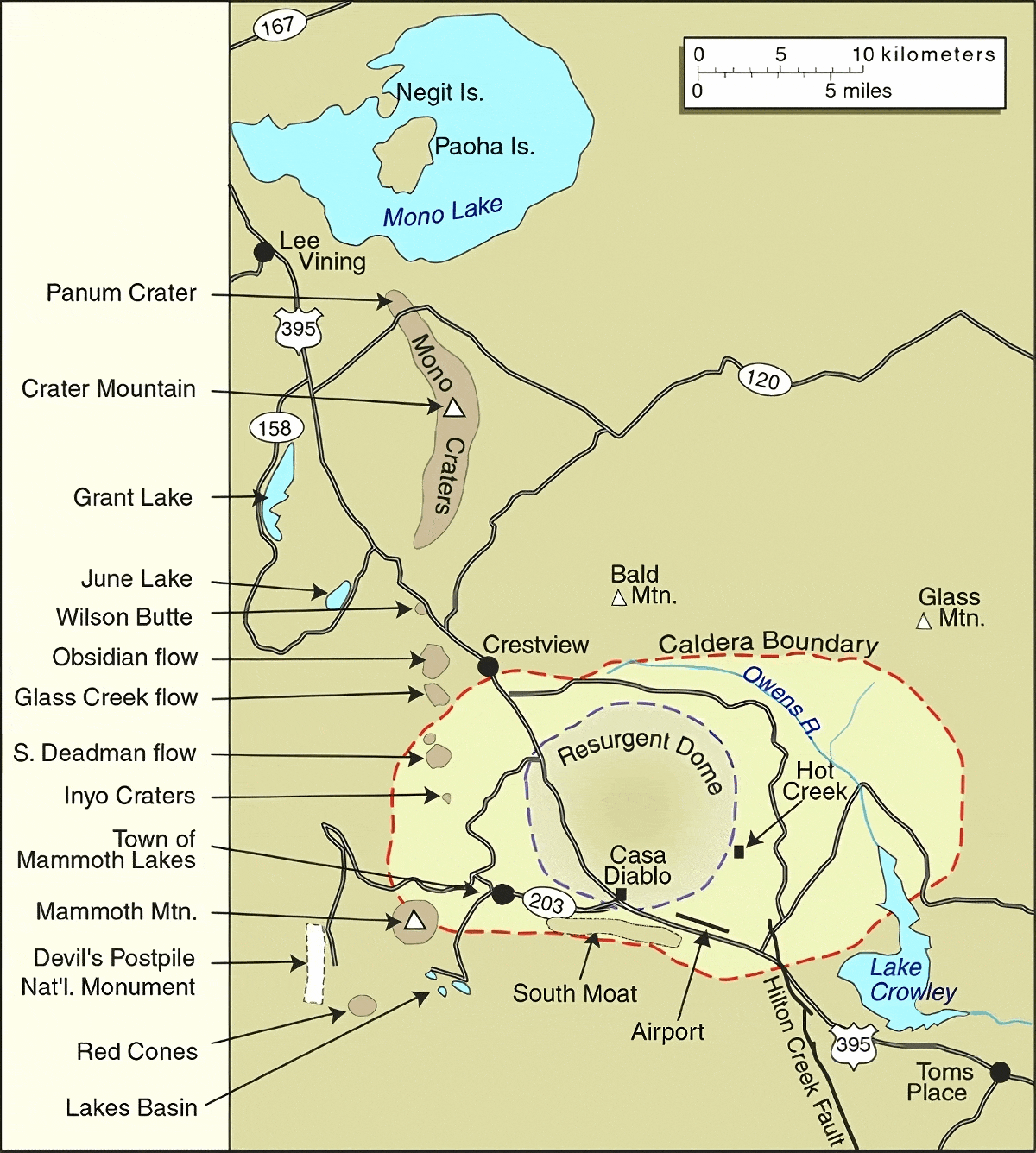
خريطة هيئة المسح الجيولوجي الأمريكية لمنطقة حوض مونو، تظهر لونج فالي كالديرا (انقر لرؤية التفاصيل).

## روابط خارجية
- الموقع الرسمي